# BGM-71 TOW
Le BGM-71 TOW (en anglais : Tube-launched, Optically-tracked, Wire-guided) est un missile antichar filoguidé à désignation manuelle (Commande semi-automatique sur ligne de visée) (acronyme SACLOS en anglais), conçu aux États-Unis et entré en service au début des années 1970. Il a été remplacé ensuite par le TOW 2 plus puissant (+2 kg de charge explosive).

## Histoire

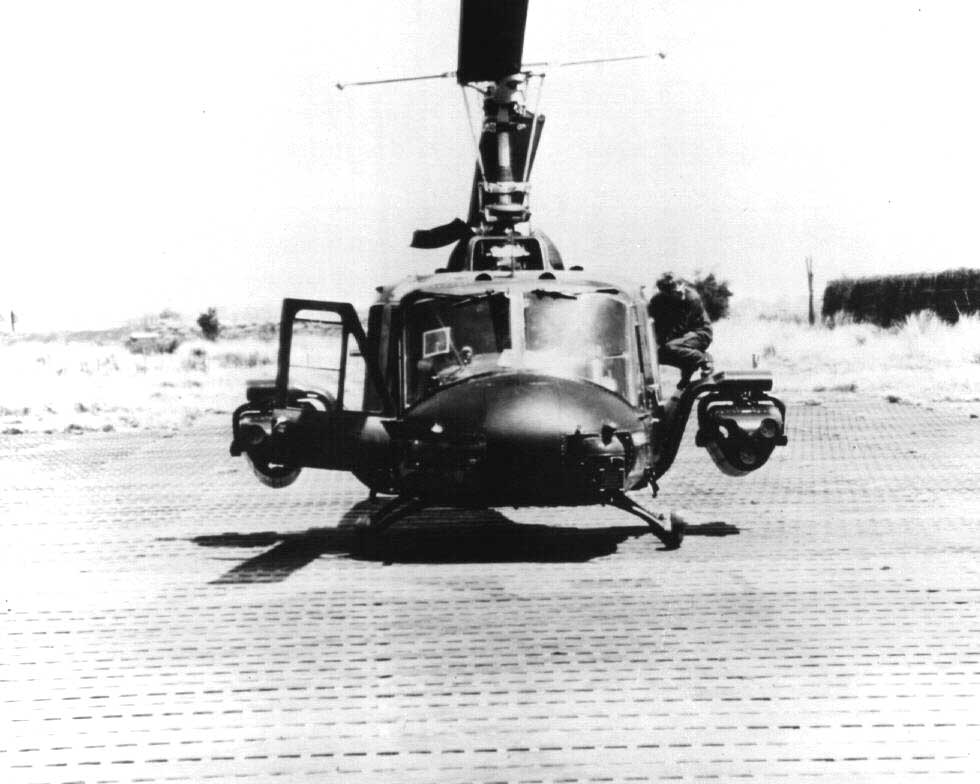
Hélicoptère Bell UH-1 Iroquois armé de TOW au Sud-Vietnam en 1972.

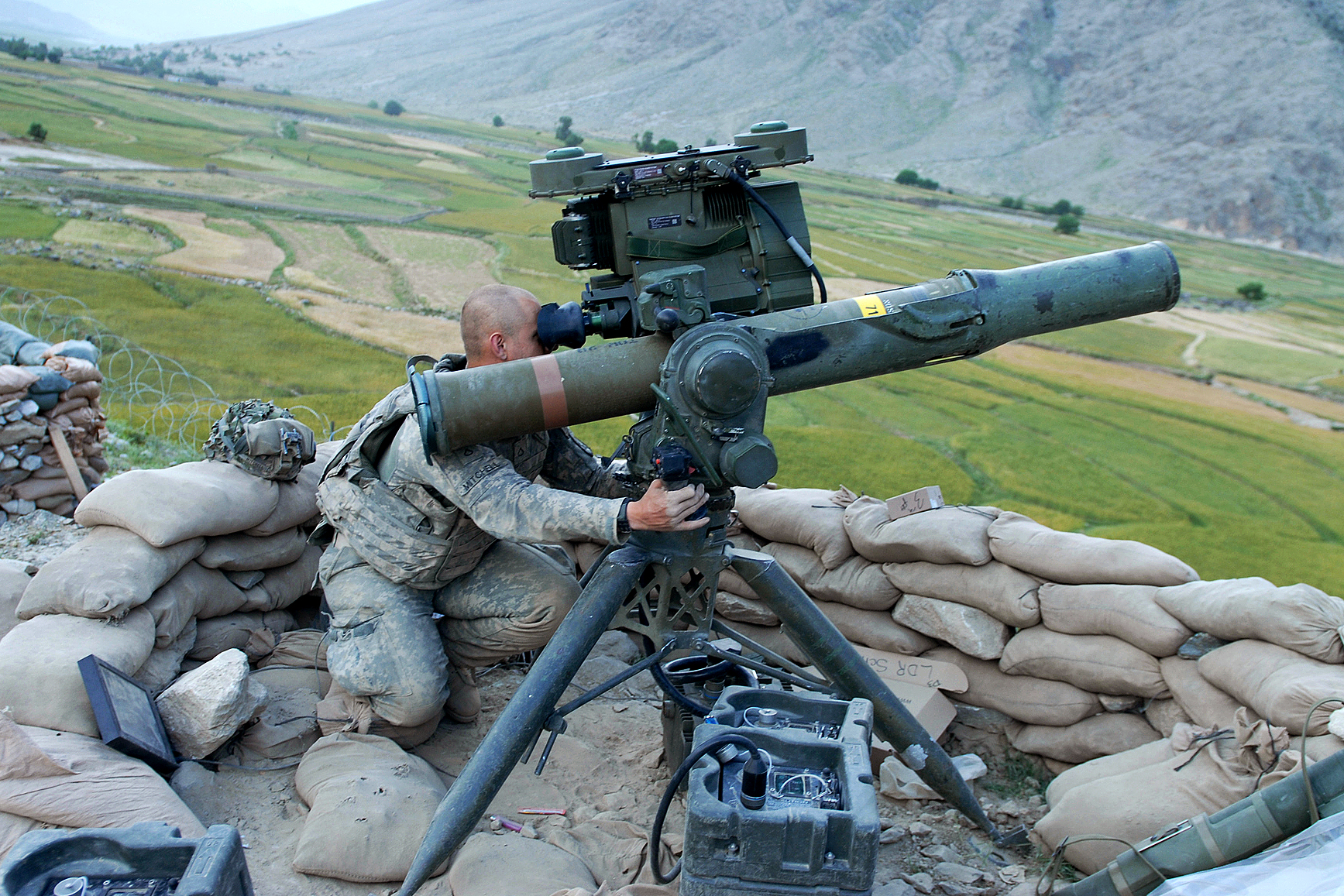
Soldat américain avec un lance-missile TOW en Afghanistan, le 9 mai 2009.

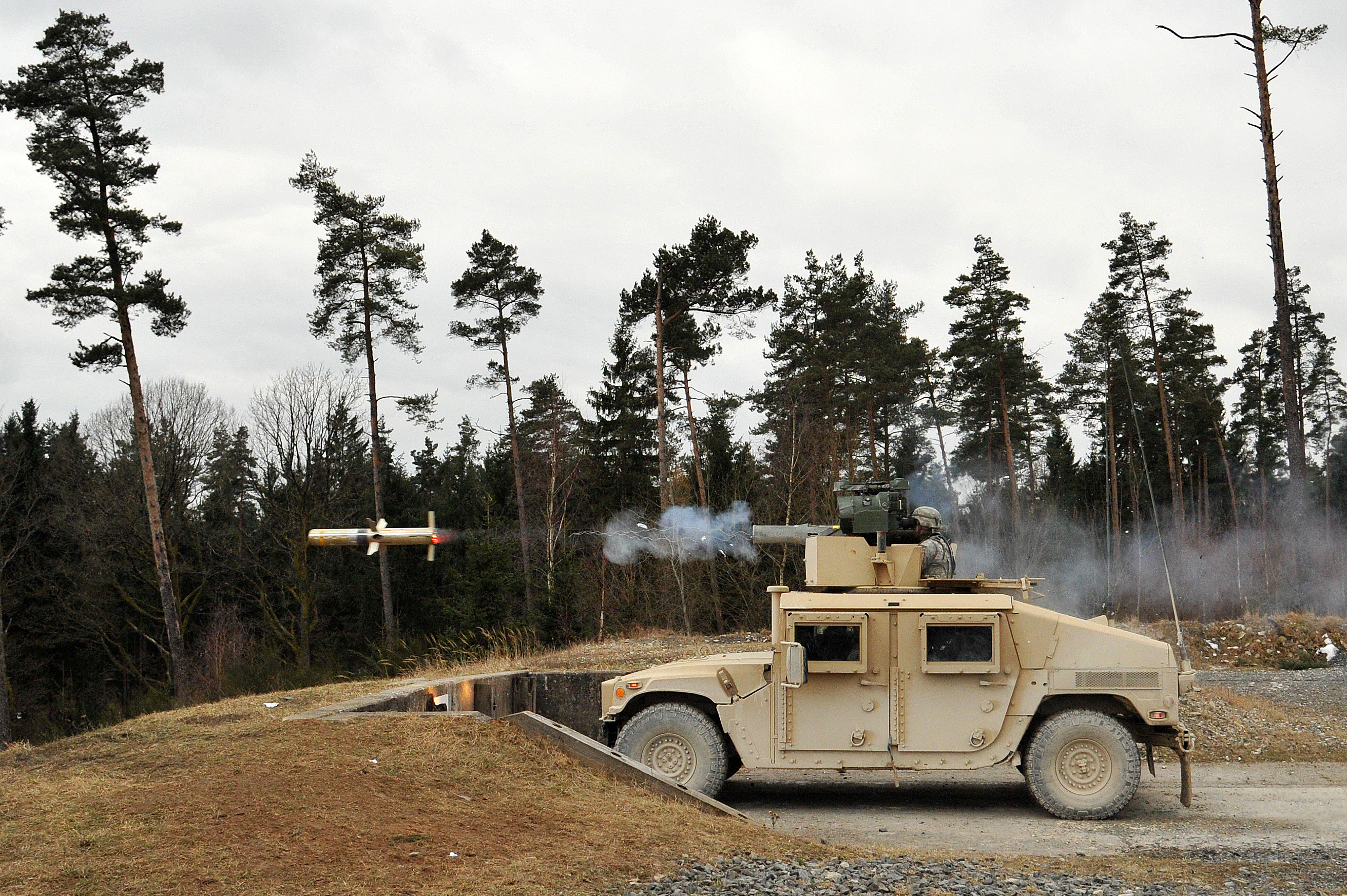
Humvee tirant un missile BGM-71 TOW au camp d'entrainement de Grafenwöhr en 2015.

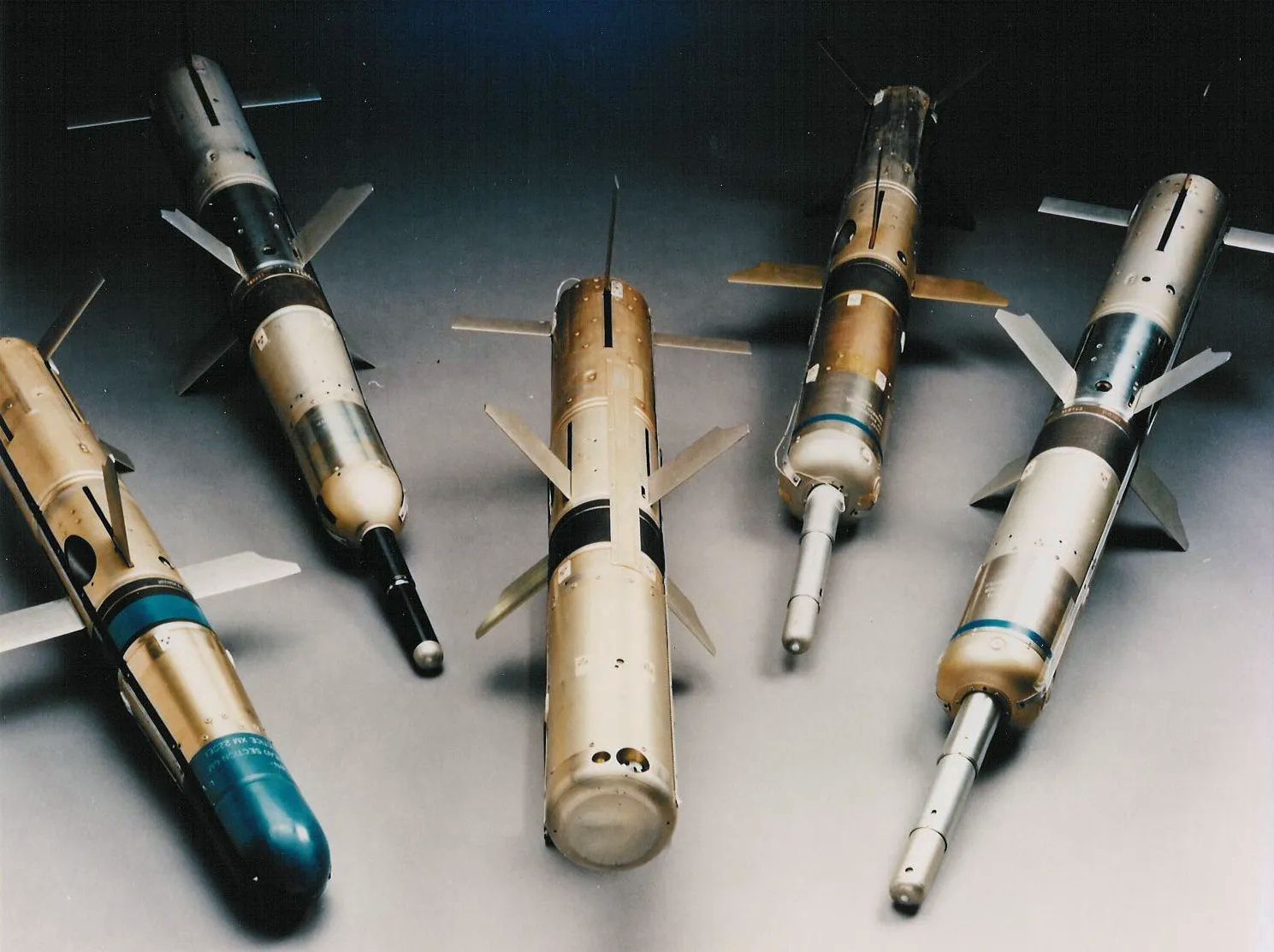
Famille de missiles TOW dans les années 1990. De gauche à droite :BGM-71A, BGM-71C ITOW, BGM-71F TOW 2B, BGM-71D TOW 2 et BGM-71E TOW 2A.

Initialement développé par Hughes Aircraft en 1963 et 1968, le XBGM-71A est destiné à des applications terrestres et héliportées.
En 1968, un contrat de mise en production a été remporté par Hughes qui est racheté en 1985 par General Motors puis absorbé par Raytheon en 1997.
La série BGM-71 a remplacé le canon sans recul M40 recoilless rifle de 106 mm et le système de missile ENTAC alors en service. Le missile a également remplacé le Nord SS.11 alors en service comme arme antichar héliportée. A portée maximale de 3 750 m, sa durée de vol est d'une vingtaine de secondes. Les tirs à moins de 1 000 mètres sont peu efficaces, difficiles à moins de  600 mètres et tout tir à moins de 300 mètres est presque impossible.
Il en existe différentes versions. TOW 2A antichar - le plus courant -  à charge tandem. TOW 2B d'attaque par le haut (là où les véhicules blindés sont le moins protégé) le missile vole automatiquement à 2,25 mètres au-dessus de la ligne de visée et déclenche son explosion par reconnaissance de la forme de la cible et du champ magnétique. BGM-71H antibunker, doté d'une ogive de 3,2 kg, il a la capacité de pénétrer jusqu'à 200 mm de béton armé. Il existe aussi une version à guidage radio et d'autres encore.
Il est utilisé pour la première fois au combat en mai 1972 pour contrer l'offensive de Pâques lancée par l'Armée populaire vietnamienne durant la guerre du Viêt Nam par une unité d’hélicoptères Bell UH-1 Iroquois de l’US Army Aviation.
Il est, en 2024, toujours produit par Raytheon, depuis 2023, une filiale de RTX Corporation. En 2018, plus de 690 000 unités ont été produites qui ont armé plus de 15 000 plates-formes (trépieds, véhicules, hélicoptères) dans plus de vingt armées nationales et l'entreprise prévoit un cycle de vie jusqu'en 2050. L'Iran en produit également une copie sans licence sous le nom Toophan depuis 1988.

### Affaire Iran-Contra
Durant l’affaire Iran-Contra, Michael Ledeen, un consultant de Robert McFarlane, a demandé de l’aide au Premier ministre d'Israël Shimon Peres dans la vente d’armes à l’Iran en échange d'otages au Liban. L’idée générale derrière le plan était qu’Israël livre les armes à l’Iran, puis les États-Unis rembourseraient Israël avec les mêmes armes. La vente d’armes en Israël exigeait une autorisation de haut niveau du gouvernement des États-Unis. Après avoir convaincu le gouvernement israélien que le gouvernement américain approuvait cette vente, Israël était obligé d’accepter la vente d’armes. Le 18 juillet 1985, alors qu’il se remettait de son opération de cancer, Reagan approuve à l’hôpital l’idée de McFarlane, qui était de tendre la main vers l’Iran. En juillet 1985, Israël envoie les missiles antichars américains BGM-71 TOW à l’Iran par le biais du trafiquant d’armes Manucher Ghorbanifar, un ami du Premier ministre iranien. Le missionnaire Benjamin Weir (en) a été le seul otage relâché, bien que les armes aient été livrées à l’Iran. Le plan de Ledeen fut un échec.
Robert McFarlane démissionne en décembre 1985. Il est remplacé par l'amiral John Poindexter. Le jour de la démission de McFarlane, Oliver North, un assistant militaire au United States National Security Council (NSC), a proposé un nouveau plan pour vendre des armes en Iran. Cette fois, il avait deux idées. La première était qu’au lieu de vendre les armes par l’intermédiaire d’Israël, la vente serait directe. La deuxième, le profit de la vente irait aux Contras après une majoration de prix. Oliver North voulait une augmentation de prix de 15 millions de dollars américains, alors que le trafiquant d’armes iranien Ghorbanifar s’était rajouté une commission personnelle de 41 %. Au départ, les Iraniens ont refusé d’acheter les armes au prix surévalué par les commissions imposées de North et Ghorbanifar. Pourtant en février 1986, 1 000 missiles TOW ont été livrés en Iran. De mai à novembre 1986, il y a eu des livraisons additionnelles d’armes, de composants, et d’armes divers. Reagan a déclaré que la totalité des ventes ne remplirait pas un avion.

### Guerre du Golfe
Le système de missile TOW du M2 Bradley, armé également d'un canon automatique M242 Bushmaster de calibre 25 mm, s'est montré mortel à longue distance contre tous les types de véhicules blindés irakiens, comme les chars, avec peu d'échecs de missiles signalés, malgré l'ingestion de sable et de poussière dans les lanceurs ayant causé des pannes. Par exemple, des équipages de la 1re division blindée et du 2e régiment de cavalerie américains ont déclaré avoir utilisé le TOW pour détruire des chars irakiens à des distances allant de 800 à 3 700 mètres.
Le Corps des Marines des États-Unis l'emploi depuis des Humvees (portée de 65 à 4500 m) et LAV-25 (1000 à 4300 m). Un total de 466 missiles sont tirés au combat contre des véhicules blindés avec un taux de succès de 75,4 % avec une portée moyenne d'engagement de 2210 m. Les tirs à moins de 1000 mètres se sont révélés inefficaces dans la plupart des cas :
| Armes  | Tirs | Tirs sans indication | Impacts | Tirs ratés | Problèmes techniques |
| ------ | ---- | -------------------- | ------- | ---------- | -------------------- |
| Humvee | 235  | 4                    | 174     | 45         | 12                   |
| LAV-AT | 235  | 2                    | 21      | 6          | 1                    |
| Total  | 466  | 6                    | 196     | 51         | 13                   |

### Guerre civile syrienne
Lors de la guerre civile syrienne, les États-Unis commencent à livrer des missiles BGM-71 TOW aux rebelles syriens à partir de l'année 2014. Ils sont remis à des groupes affiliés à l'Armée syrienne libre — comme la 13e division, le Mouvement Hazm, la 1re division côtière, la 101e division d'infanterie, Liwa Suqour al-Jabal, Fursan al-Haq et l'Armée de Yarmouk — ou considérés comme modérés, comme le Harakat Nour al-Din al-Zenki et les Kataeb Thuwar al-Sham,,. Cependant certains missiles tombent aux mains de groupes djihadistes, ainsi le 28 février 2015 le Front al-Nosra attaque les rebelles modérés du Mouvement Hazm, armés par les Américains, et s'empare de tout leur arsenal lors de la bataille du Régiment 46,.

### Exercice à Taïwan
En 2024, lors d'un exercice de l’armée taïwanaise, seulement 7 missiles antichars sur 17 ont atteint leur cible (41%).

## Acheteurs officiels et utilisateurs des BGM-71 TOW1/2
- Albanie
- Allemagne
- Arabie saoudite
- Bahreïn
- Belgique 224? BGM-71C ITOW commandés en 1989 et livrés en 1999, 562? BGM-71E TOW-2A commandés en 2001 et livrés entre 2002 et 2003 pour 28 Agusta A109BA Hirundo[20]
- Botswana
- Canada
- Colombie
- Corée du Sud
- Danemark
- Égypte
- Émirats arabes unis
- Espagne
- Eswatini
- États-Unis : 6 127 lanceurs en 1980
- Éthiopie
- Finlande
- France
- Grèce
- Iran
- Israël
- Italie : 15 000 missiles commandés en 1978
- Japon
- Jordanie
- Kenya
- Koweït
- Liban
- Lituanie
- Luxembourg
- Maroc
- Norvège
- Oman
- Pakistan
- Pays-Bas
- Philippines : 12 postes de tir et 100 missiles livrés en 2020[21]
- Portugal
- Royaume-Uni
- Somalie
- Suède
- Suisse : 400 lanceurs et 12 000 BGM-71D TOW-2 commandés en 1986, livrés entre 1988 et 1999, pour 310 Chasseur de chars 90 (de)[20]
- Tchad
- Thaïlande
- Tunisie
- Turquie
- Ukraine : annonce d'une livraison de 1 000 en août 2022[22], puis 1 500 et 132 véhicules lance-missiles en novembre 2022[23].
- Vietnam
- Yémen